# 台鐵E100型電力機車
E100型電力機車，為台灣鐵路管理局（略稱臺鐵或臺鐵局，現改制為臺灣鐵路公司）所引進的交流電四軸電力機車，此型機車為台鐵第一批引進的電力機車。

## 概要
於1974年，台灣鐵路管理局為配合縱貫線鐵路電氣化，於是向歐洲鐵路廠商英國通用電氣公司（英語：General Electric Company plc，GEC）採購了20輛中功率電力機車。此批車由南非聯邦鐵路客貨車公司（Union Carriage & Wagon，簡稱UCW）代工製造（英國GEC得標後再轉標），於1976年開始便陸續到貨，成為台灣鐵路史上第一批電力機車。
這20輛電力機車編為「E100型」，編號從E101到E120。最大馬力2,750HP，雖然動力不及當時的台鐵R150型柴電機車，但比起台鐵當時多數機車以及機車實際運用情況而言已十分充足，司機員操作難度亦比柴電機車容易。
儘管如此，由於英國和南非兩地在電氣化規格和台鐵不相同，因此E100型無法在當地進行試車。導致該車抵達台灣後只能在台北機廠外的試車線上進行品質管理與運轉測試，未能在原廠直接改善車輛問題，使得E100型早期故障不斷。雖然不久後仍能全數投入營運，但機電系統仍有許多品質不佳的問題存在。
且E100型出廠時原廠並未裝設馬達交流發電機組（M-A set），因此也無法直接牽引裝有空調系統之鐵路客車，如需牽引冷氣客車則必須另外加掛一節電源行李車來供應空調所需之電源。然而實際車輛運用E200/E300/E400車輛性能規格較為一致，冷氣客車也多為上述車型牽引(E300型加掛電源車)，因此E100型僅使用於不須供應電源的普快車及貨運列車。種種原因導致E100型日後不被重用，在2007年以前已陸續遭到報廢，僅E101為指定保存車輛。

## 使用情況
E100型引進時即全數配屬彰化機務段，由於運用方便性不及1975年所引進的台鐵E200－E400型電力機車，大部分皆存放在彰化機務段內，僅少數機況較佳者用於牽引普快車及貨運列車行駛。
| 年份     | 1999 | 2000 | 2004                     | 2005                                                             | 2007                                              | 2008           |
| 報廢車輛 | E113 | —    | E102 E104 E108 E109 E116 | E103 E105 E106 E107 E110 E111 E112 E114 E115 E117 E118 E119 E120 | —                                                 | E101           |
| 解體車輛 | —    | E113 | —                        | E102 E104 E108 E109 E116                                         | E103 E107 E110 E111 E112 E115 E117 E118 E119 E120 | E105 E106 E114 |

- 備註：
  - 1996年3月30日：E113在斗南發生機車火警事故因而報廢。
  - 1997年3月11日：E105因機車助理擅自移動車輛，導致制軔不及於新竹貨場內撞擊E211，導致端面受損嚴重因而報廢。
  - 除E105～E106、E114於台北機廠內解體外，其餘車輛皆在彰化機務段內解體。
  - 2022年5月7日，E101由富岡基地整理外觀後，台鐵於該日以8795次（富岡基地-彰化，海線）E302（本務）－E101－E335，由E302、E335前後包夾方式迴送彰化機務段。
  - 2023年10月14日，E101由E331及E207號前後包夾方式由彰化北上經海線至竹南，隨後在經山線南下迴送至苗栗站側線停放。之後隨著其餘展示車輛放入苗栗火車頭園區展館建築內。

## 保存車輛
E101：台鐵指定保存車，本型號唯一完整存留之車輛

## 圖片集

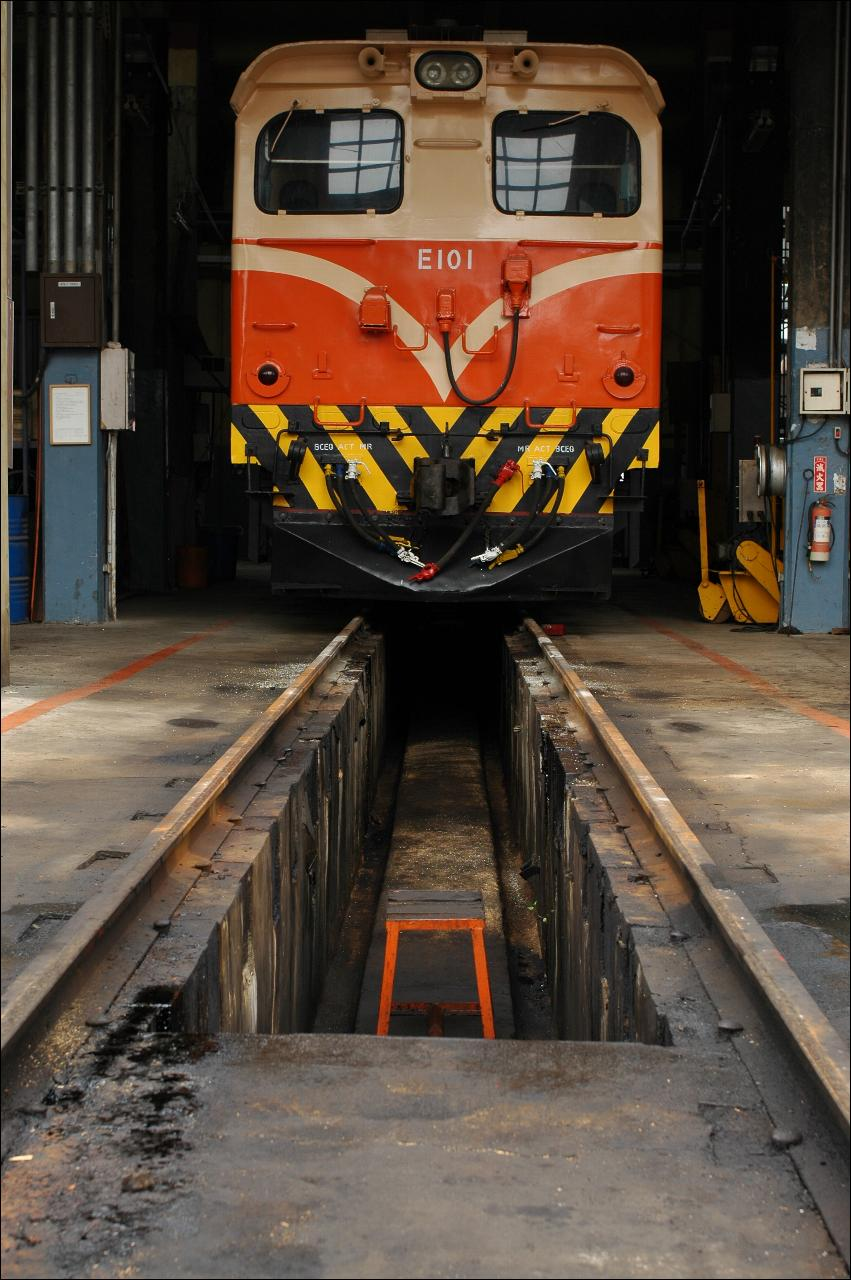
E101
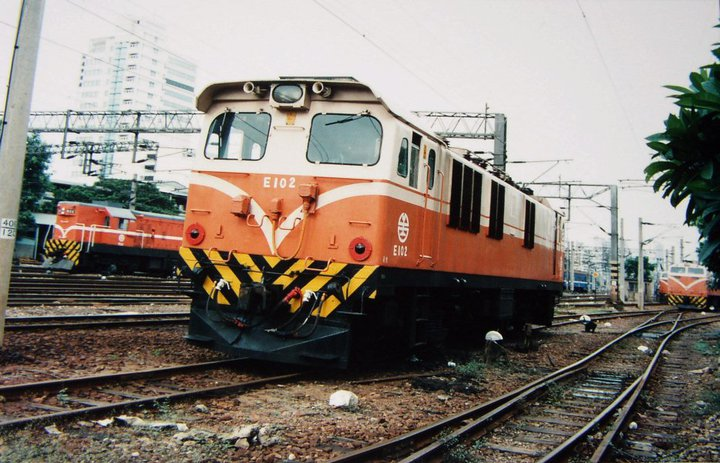
E102
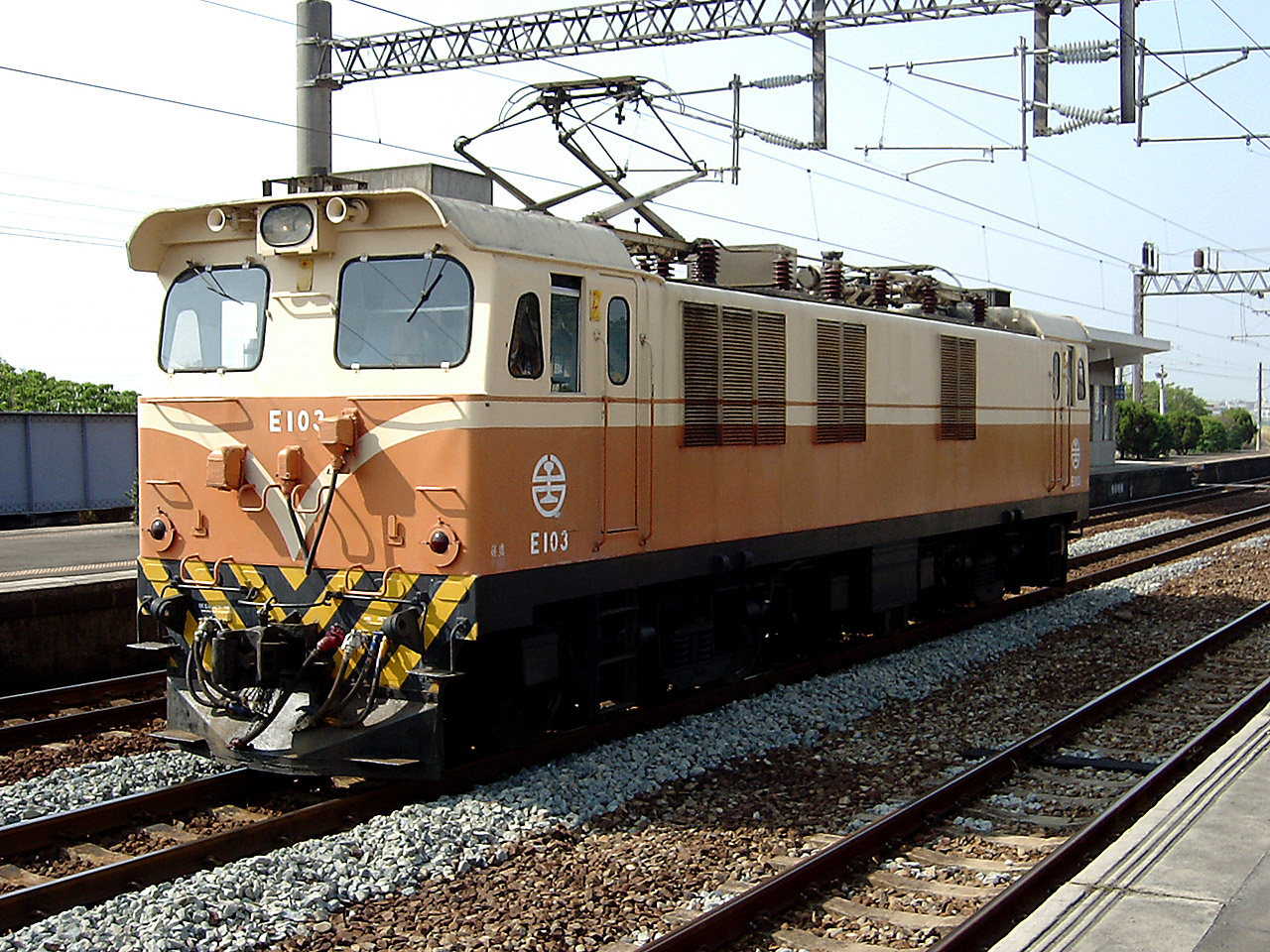
E103
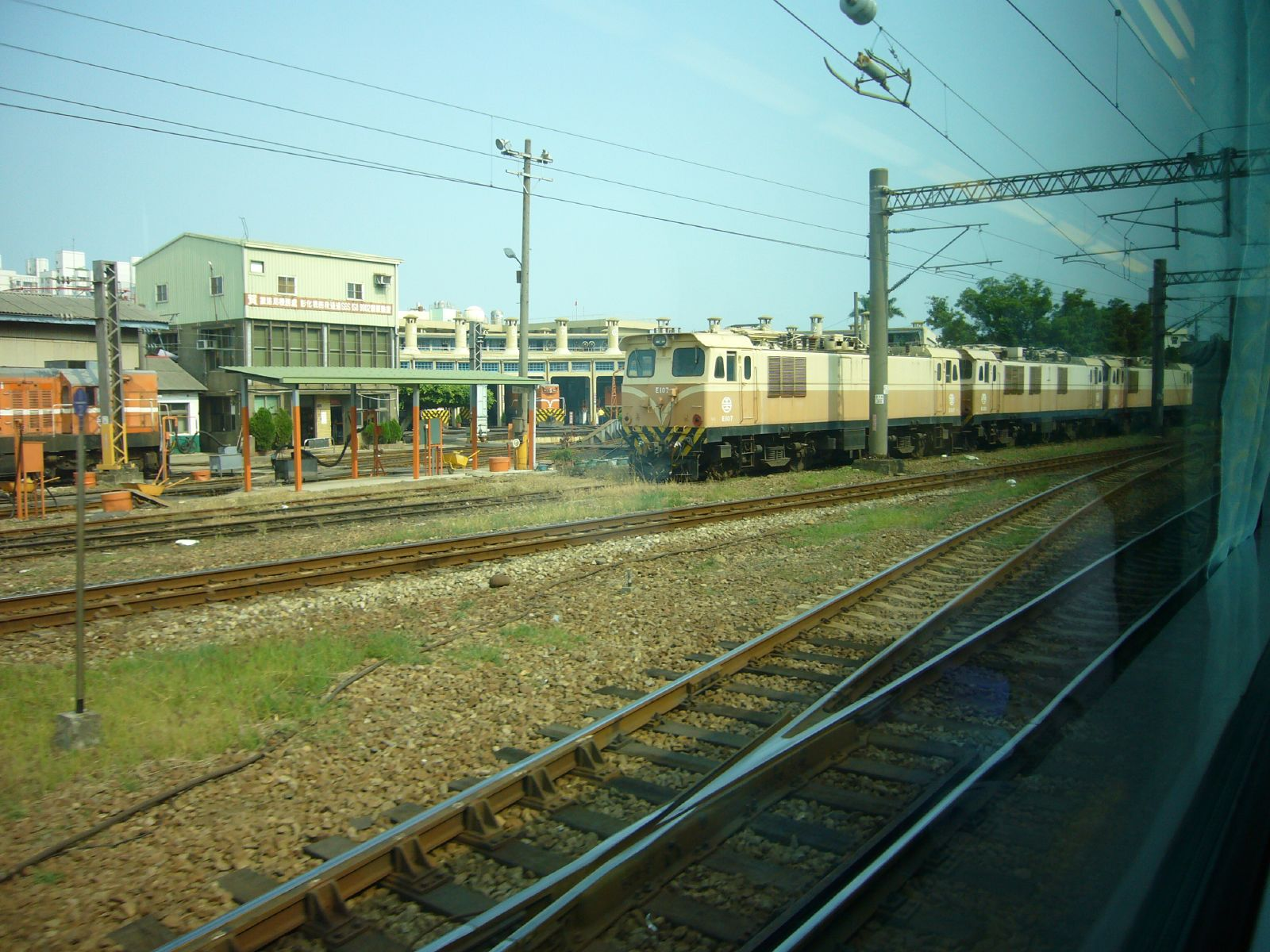
E107
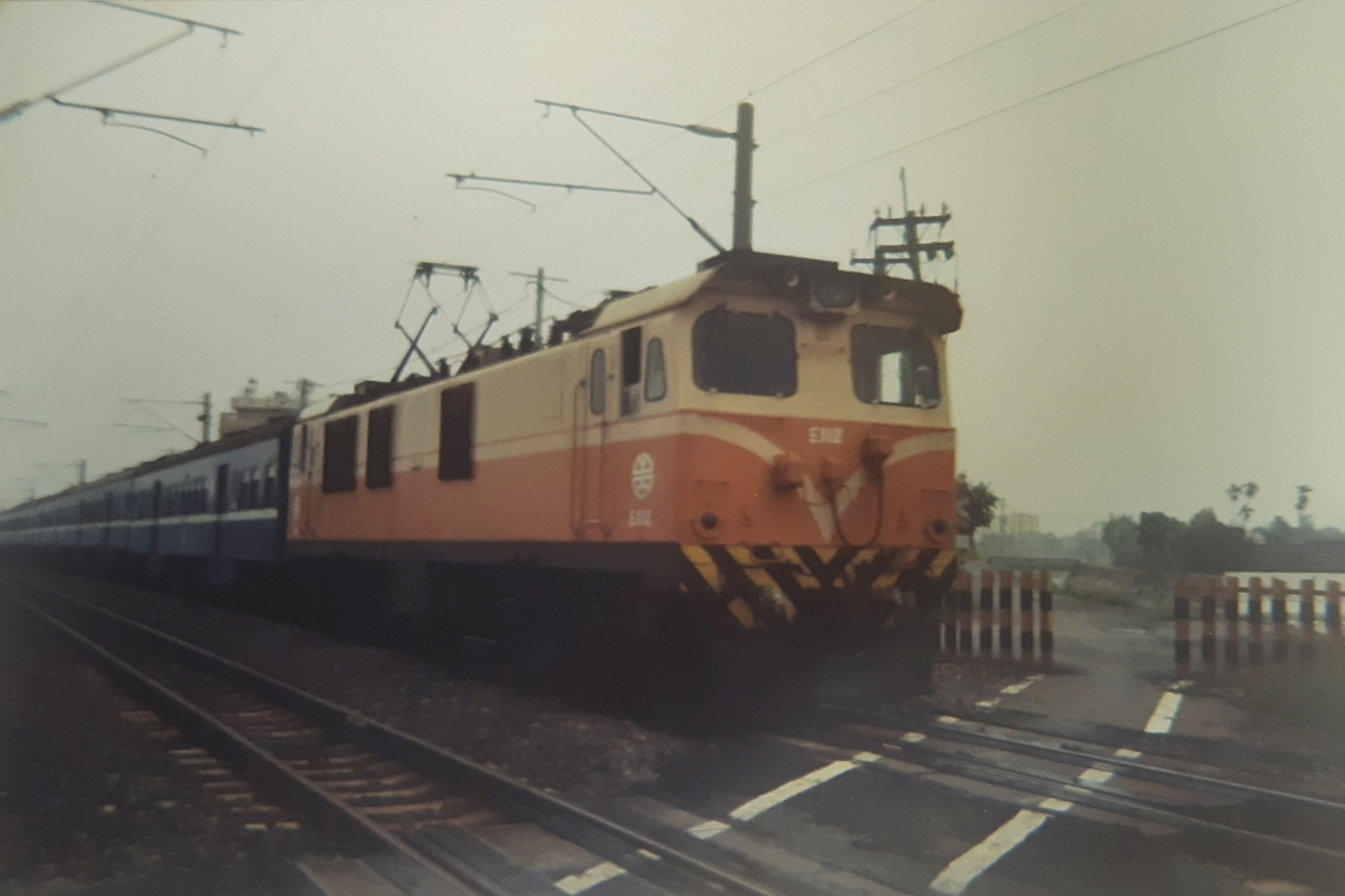
E112
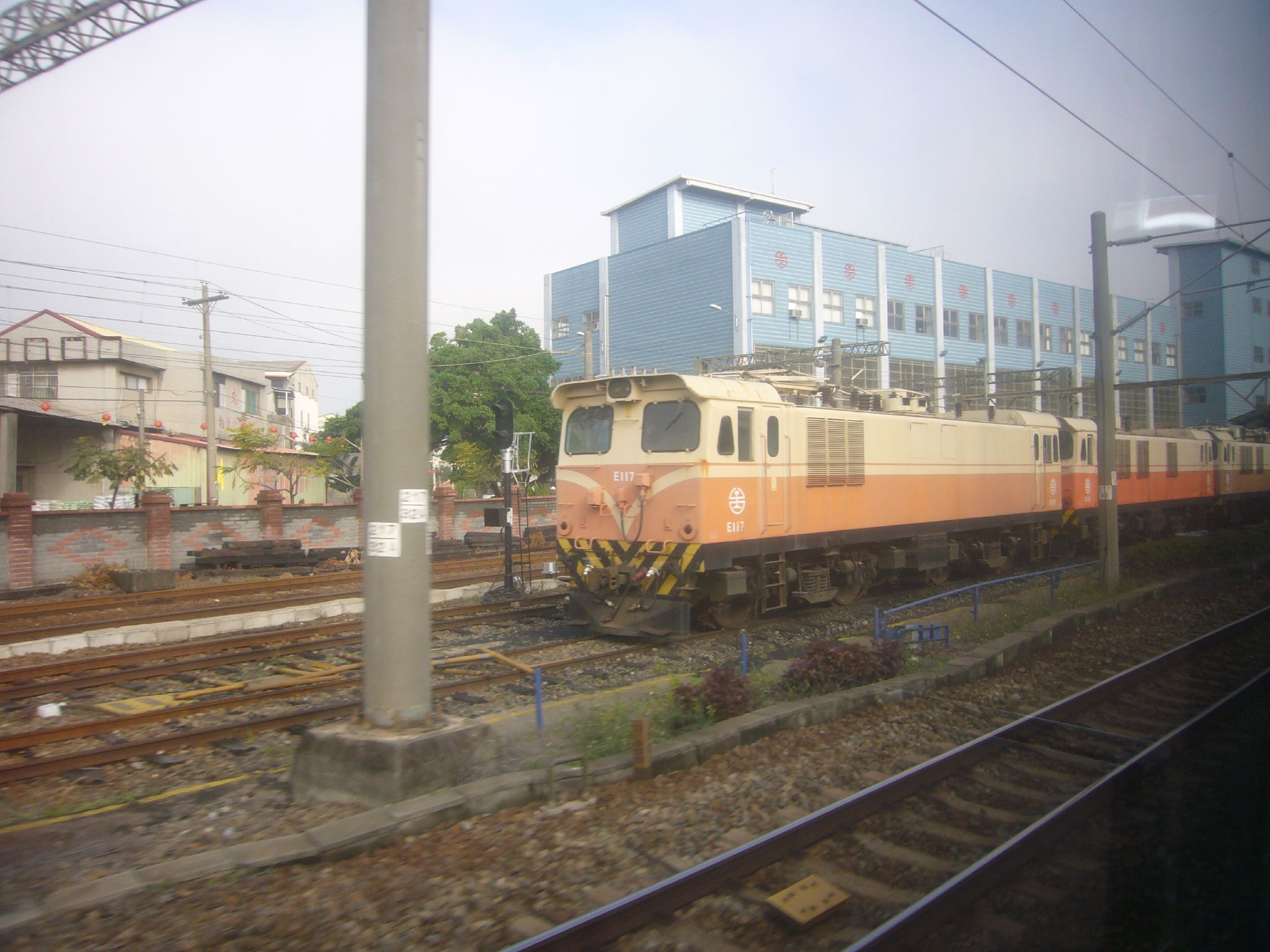
E117
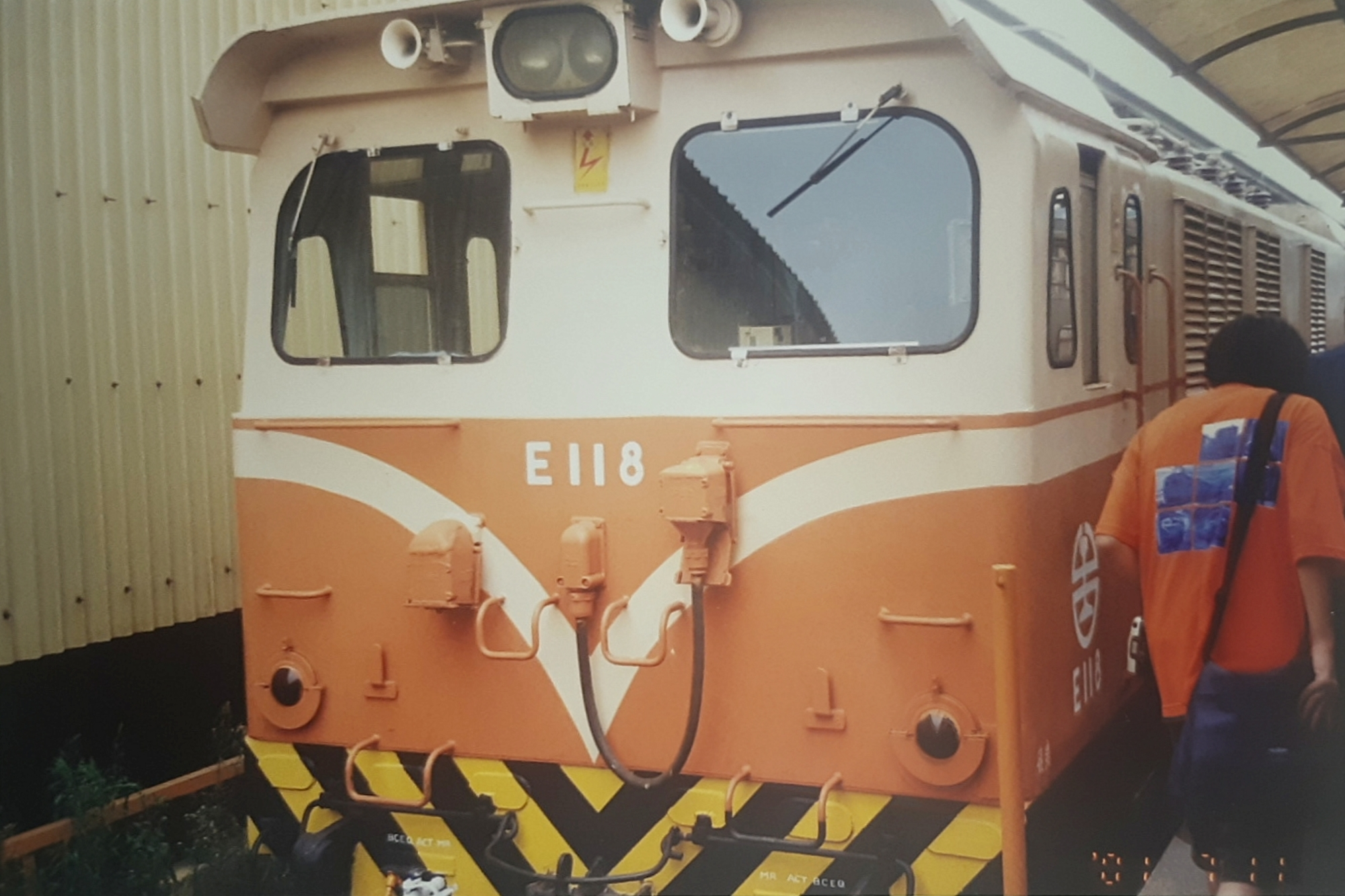
E118

## 外部來源
- （繁體中文）Train Collection-台鐵E100型電力機車
- （英文）UCW Technical Information-Electric Locomotive(AC)(存於網際網路檔案館)